# Otus mauli
Espèce
Statut de conservation UICN

 EX  : Éteint
Otus mauli est une espèce éteinte d'oiseaux de la famille des Strigidae qui peuplait autrefois l’île de Madère.

## Historique
Des os fossiles de hibou ont été trouvés dans des sites quaternaires à Madère. C’est la première espèce éteinte de hibou à être décrite en Macaronésie. Les descripteurs suggèrent que la cause la plus probable de l’extinction était l’établissement humain au début du XVe siècle, avec la destruction de l’habitat et l’introduction d’espèces exotiques. Des restes similaires, bien que plus fragmentaires, ont également été trouvés sur l’île voisine de Porto Santo, qui pourrait être de la même espèce, ou d’une espèce étroitement apparentée.

## Description
Le hibou était d'une taille similaire à celle du Petit-duc scops (Otus scops), bien que les os des pattes soient plus longs. Les estimations de son poids corporel et de sa charge alaire suggèrent qu’il vivait en grande partie au sol.
Le Petit-duc de São Miguel, espèce également éteinte, était similaire mais diffère de l’espèce de Madère par la taille plus petite de beaucoup de ses os et, en particulier, le cubitus et le tibiotarse.

## Classification
L'espèce Otus mauli a été décrite en 2012 par Juan Carlos Rando (d), Harald Pieper (d), Josep Antoni Alcover (d) et Storrs L. Olson,.

### Publication originale
- (en) Juan Carlos Rando, Harald Pieper, Josep Antoni Alcover et Storrs L. Olson, « A new species of extinct fossil scops owl (Aves: Strigiformes: Strigidae: Otus) from the Archipelago of Madeira (North Atlantic Ocean) », Zootaxa, Magnolia Press (d), vol. 3182, no 1,‎ 3 février 2012, p. 29-42 (ISSN 1175-5334 et 1175-5326, OCLC 49030618, DOI 10.11646/ZOOTAXA.3182.1.3, lire en ligne).